# Liste der Kulturdenkmale in Werningshausen
In der Liste der Kulturdenkmale in Werningshausen sind alle Kulturdenkmale der thüringischen Gemeinde Werningshausen (Landkreis Sömmerda) und ihrer Ortsteile aufgelistet (Stand: 2006).

## Werningshausen
Einzeldenkmale
| Bild                           | Bezeichnung | Lage                           | Datierung | Beschreibung | ID |
| ------------------------------ | --- | ------------------------------ | --------- | ------------ | -- |
| weitere Bilder Fotos hochladen | Kirche mit Ausstattung sowie Kirchhof mit Umfassungsmauer und historischen Grabsteinen einschließlich Kriegerdenkmäler von 1870/71 und 1914/18 | In der Pfarrgasse 108 (Karte)  |           |              |    |
| BW                             | Hofanlage | Am Eintrachtsplatz 109 (Karte) |           |              |    |
| BW                             | Cuxmühle | An der Eselswiese 145 (Karte)  |           |              |    |
| BW                             | Hofanlage | Hinterplan 81 (Karte)          |           |              |    |
| BW                             | Hofanlage | In der Kirchgasse 113 (Karte)  |           |              |    |
| Fotos hochladen                | Pfarrhaus | In der Pfarrgasse 108 (Karte)  |           |              |    |
| BW                             | Hofanlage | Wilhelmsplatz 85 (Karte)       |           |              |    |
| BW                             | Portal | In der Pfarrgasse 90 (Karte)   |           |              |    |
| Fotos hochladen                | Wegestein | Feldweg (Karte)                |           |              |    |